# Réaction de Sabatier

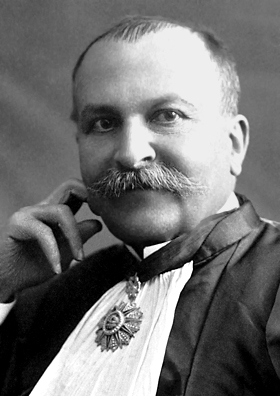
Paul Sabatier (1854-1941), prix Nobel de chimie en 1912 et découvreur de la réaction en 1897.

La réaction de Sabatier, ou procédé Sabatier, est une réaction chimique, découverte en 1897 par les chimistes français Paul Sabatier et Jean-Baptiste Senderens, permettant de produire du méthane CH4 et de l'eau H2O à partir de dioxyde de carbone CO2 et d'hydrogène H2 à pression et températures élevées — idéalement de 300 à 400 °C. Ce processus est également appelé « hydrogénation du CO2 en méthane » ou « méthanation du CO2 ». La réaction est exothermique et la conversion stœchiométrique du dioxyde de carbone libère 164 kilojoules par mole.
{\displaystyle {\ce {CO2{}+4H2->[{} \atop 400\ ^{\circ }{\ce {C}}][{\ce {pression}}]CH4{}+2H2O}}} ∆H = −165,0 kJ/mol       (équation 1).
La méthanation du dioxyde de carbone permet le stockage chimique de l'électricité dans le cas où l’hydrogène fourni est produit par électrolyse (PtG - Power-to-Gas)

## Mécanisme de la réaction
La méthanation de CO2 (équation 1) est une combinaison linéaire de la méthanation du monoxyde de carbone CO (équation 2) et de la réaction inverse du gaz à l'eau (équation 3).
Le mécanisme de cette réaction n'est pas entièrement compris et on ignore encore si la méthanation du dioxyde de carbone commence par l'adsorption associative d'un adatome d'hydrogène pour former des intermédiaires oxygénés avant l'hydrogénation ou bien par une dissociation donnant un carbonyle avant l'hydrogénation.
CO + 3 H2 ⟶ CH4 + H2O ; ∆H = −206 kJ/mol       (équation 2).
CO2 + H2 ↔ CO + H2O ; ∆H = 41 kJ/mol       (équation 3).
La somme de ces deux réactions redonne bien la réaction de Sabatier ainsi que la valeur de son enthalpie de réaction : 
CO2 + 4 H2 ⟶ CH4 + 2 H2O ; ∆H = −165 kJ/mol       (équation 1).
On pense que la méthanation du carbonyle fait intervenir un mécanisme dissociatif au cours duquel la liaison carbone–oxygène est rompue avant l'hydrogénation par un mécanisme associatif observé uniquement à concentration élevée d'hydrogène. Plusieurs catalyseurs métalliques ont été étudiés en détail, notamment à base de nickel, de ruthénium et de rhodium pour la production de méthane à partir de gaz de synthèse et d'autres applications de conversion d'énergie en gaz ; le nickel reste le plus utilisé en raison de sa sélectivité élevée et de son faible coût. La nature du support joue un rôle important dans l'interaction entre le nickel et le support, et détermine ainsi l'activité catalytique et la sélectivité pour la méthanation du CO2. Un support commercial typique pour le processus est l’alumine Al2O3.

## Applications

### Production de gaz naturel de synthèse
La méthanation des oxydes de carbone est une étape importante de la production de gaz naturel de synthèse (en) ou de substitution (GNS). Ce procédé consiste à gazéifier du charbon ou du bois pour obtenir du méthane par simple purification des gaz — essentiellement du monoxyde de carbone CO et de l'hydrogène H2 — après leur méthanation.
La première usine de production commerciale de gaz naturel de synthèse a été inaugurée en 1984 par la Dakota Gasification Company (en) à Beulah, dans le Dakota du Nord ; trente ans plus tard, elle était toujours en fonctionnement, et produisait l'équivalent de 1 500 MW de gaz naturel de synthèse à partir de charbon et de matières carbonées. D'autres installations ont été ouvertes depuis, utilisant d'autres sources de carbone, comme des copeaux de bois.

### Catalyse pour la synthèse de l'ammoniac
Le CO et le CO2 sont des poisons pour la plupart des catalyseurs utilisés pour la production de l'ammoniac NH3, de sorte que des catalyseurs de méthanation sont ajoutés après plusieurs étapes de production d'hydrogène afin de prévenir l'accumulation de CO et de CO2 dans les unités de synthèse d'ammoniac, car le méthane a un effet sensiblement moindre que les oxydes de carbone sur la vitesse de production de l'ammoniac.

### Système de support de vie de la Station spatiale internationale
Les générateurs d'oxygène de la Station spatiale internationale produisent de l'oxygène O2 par électrolyse de l'eau H2O, ce qui libère de l'hydrogène H2. Par la suite, la respiration des astronautes convertit cet oxygène en dioxyde de carbone CO2. Hydrogène et dioxyde de carbone sont généralement des déchets rejetés dans l'espace, ce qui occasionne une perte importante d'eau et n'est pas une solution viable pour les missions longues. La réaction de Sabatier permet, moyennant l'apport d'un complément d'hydrogène, de régénérer de l'eau à partir du dioxyde de carbone et de l'hydrogène produits par la respiration des astronautes et par l'électrolyse de l'eau destinée à produire l'oxygène,. Il serait possible de fermer encore davantage le cycle en récupérant l'hydrogène contenu dans le méthane, par exemple par pyrolyse, laquelle peut être complète et produire du noir de carbone en restituant tout l'hydrogène, ou bien incomplète et produire de l'acétylène C2H2 en ne restituant que 75 % de l'hydrogène, le reste devant être apporté de l'extérieur pour alimenter le cycle :
CH4 =⟶ C + 2 H2 ;
2 CH4 =⟶ C2H2 + 3 H2.
La réaction de Bosch offre également une alternative étudiée par la NASA :
CO2 + 2 H2 =⟶ C + 2 H2O à 600 °C.
Cette réaction permettrait de survivre en circuit fermé, mais requiert une température de 600 °C, difficile à maintenir dans un vaisseau spatial, et génère du carbone qui tend à altérer la surface du catalyseur par cokage, ce qui rend délicate sa mise en œuvre effective dans l'espace.

### Production de carburant sur Mars par ISRU
La réaction de Sabatier a été proposée comme élément clé de la réduction du coût de missions habitées vers Mars, telles que Mars Direct et l'Interplanetary Transport System, en reposant sur l'utilisation des ressources in situ (en anglais : in-situ resource utilization, ou ISRU). Il s'agit d'utiliser le dioxyde de carbone de l'atmosphère de Mars, cette dernière étant constituée à plus de 95 % de CO2, pour produire du méthane CH4, utilisé comme carburant, et de l'eau H2O, cette dernière étant à son tour électrolysée pour produire de l'oxygène O2, utilisé comme comburant, et de l'hydrogène H2, recyclé pour la réduction du dioxyde de carbone au début du cycle. L'hydrogène nécessaire à l'amorçage du cycle pourrait être apporté depuis la Terre ou être produit directement sur place par électrolyse d'eau martienne.
Il est possible de combiner la réaction de Sabatier avec la réaction du gaz à l'eau inverse (RWGS) dans un réacteur unique afin d'utiliser directement le dioxyde de carbone de l'atmosphère martienne et l'eau du sol ou de l'atmosphère de Mars pour produire du méthane. Un prototype d'un tel réacteur a été réalisé en 2011 et a fonctionné de manière autonome pendant cinq jours en produisant 1 kg de propergol méthane/oxygène par jour à partir du CO2 extrait d'une atmosphère martienne reconstituée et avec un rendement voisin de 100 %. Une version optimisée de 50 kg de ce type de réacteur « devrait produire 1 kg/j de propergol O2/CH4 […] avec une pureté de méthane de 98 % et moyennant la consommation de 700 W de courant électrique. » Le taux de conversion d'une unité optimisée de ce type serait d'une tonne de propergol pour 17 MWh.
Le rapport de mélange stœchiométrique entre l'oxydant et le réducteur est 2:1 dans le cas du propergol oxygène/méthane :
CH4 + 2 O2 =⟶ CO2 + 2 H2O.
Cependant, un réacteur Sabatier produit de l'oxygène et du méthane dans un rapport 1:1 ; la réaction du gaz à l'eau inverse peut alors fournir l'oxygène manquant, sous forme d'eau à électrolyser :
CO2 + H2 =⟶ CO + H2O.

### Parc énergétique de Morbach
Ce processus permet aussi de stocker les surplus d'énergie d'origine solaire ou éolienne sous forme de méthane. Une réalisation concrète existe (depuis 2011) en Allemagne, celle du Parc énergétique de Morbach.